# Neal Woodman
Neal Woodman (* 8. Juli 1958 in Doylestown, Pennsylvania) ist ein US-amerikanischer Paläontologe und Mammaloge. Sein Forschungsschwerpunkt sind die Kleinsäuger.

## Leben
Woodman wuchs am Delaware River im ländlichen nördlichen Bucks County auf. Ab 1976 verbrachte er seine Studienjahre am Earlham College, Richmond, Indiana, wo er im Jahr 1980 den Bachelor of Arts in Geologie erlangte. Als Student arbeitete er im universitätseigenen Joseph Moore Museum, wo er die Fossilien-, Mineralien- und Gesteinssammlungen reorganisierte. Daneben sammelte er Fossilien, die er an Straßenrändern oder an Felsvorsprüngen entdeckte. Im Winter 1976/1977 nahm er an einer Studie über die Fledermauspopulation im südlichen Indiana teil. Im Sommer 1978 war er an der Ausgrabung des Overmyer-Mastodons im nördlichen Indiana beteiligt. 
Nach seinem Bachelor-Abschluss absolvierte Woodman ein Studium am geologischen Institut der University of Iowa, das er 1982 unter der Leitung von Holmes Semken mit einer Master-Arbeit über die Paläoökologie in einer jungpleistozänen Lagerstätte im nordöstlichen Iowa abschloss. In dieser Arbeit werden Vorkommen einer subarktischen Säugetierfauna in dieser Region während der späten Eiszeit dokumentiert, darunter Halsbandlemminge, Alaska-Wühlmäuse und Arktische Ziesel.
Nach seiner Graduierung absolvierte Woodman ein Praktikum am Illinois State Museum. Sein erstes Projekt, das von Bonnie Styles geleitet wurde, war die Bestimmung von Tierfunden (hauptsächlich Fische) von einer Fossillagerstätte des Mississippium und vom Modoc Rock Shelter in Illinois. Anschließend arbeitete er mit Russell W. Graham bei der Bestimmung von paläontologischen Überresten aus der False Cougar Cave in Montana zusammen.
1984 begann Woodman ein Studium an der University of Kansas, wo er im Jahr 1986 den Master of Philosophy (MPhil) in Systematik und Ökologie erlangte. Zur Vorbereitung auf seine Dissertation arbeitete er unter der Leitung von Robert S. Hoffmann (1929–2010), Kurator an der Säugetierabteilung des Kansas University Museum of Natural History, als kuratorischer Assistent. 
Woodman beabsichtigte ursprünglich eine Doktorarbeit über die Wirbeltierfauna der Sangamon-Zwischeneiszeit in Illinois zu schreiben. Er wurde Ph.D.-Kandidat (ABD, All but dissertation) und verbrachte mit einer offiziellen Beurlaubung der Universität ein Jahr in Costa Rica, wo er an einer von der United States Agency for International Development finanzierten botanischen und zoologischen Expedition in der nördlichen Grenzregion teilnahm. Während Woodmans Abwesenheit wechselte Hoffmann zur Smithsonian Institution. Sein Nachfolger an der University of Kansas wurde Robert M. Timm, unter dessen Leitung Woodman im Jahr 1992 zum Ph.D. promoviert wurde. Das Thema von Woodmans Dissertation war schließlich Biogeographical and Evolutionary Relationships Among Central American Small-Eared Shrews of the Genus Cryptotis (Mammalia: Insectivora: Soricidae) über die Spitzmäuse Costa Ricas. In seiner Post-Doktoranden-Phase nahm er an drei von der University of Kansas finanzierten Expeditionen in die Tieflandregenwälder Perus teil. Von 1993 bis 1995 vertiefte er seine Lehrfähigkeiten am Longview Community College in Missouri und am Johnson County Community College in Kansas. Er vollendete drei Manuskripte über seine Feldarbeit in Peru und veröffentlichte Material aus seiner Dissertation.
Von 1995 bis 1997 war Woodman Assistenzprofessor am Southwestern College in den südlichen Flint Hills in Kansas. Während dieser Zeit verbrachte er die Sommermonate in Costa Rica, wo er für die Organization for Tropical Studies Feldexkursionen unterstützte. An diesem College lernte er auch seine Frau Sandy Feinstein, eine promovierte Wissenschaftlerin für mittelalterliche Literatur, kennen, die auf Woodmans Veranlassung eine Stelle als Koordinatorin bei der Pennsylvania State University in Spring Township, Pennsylvania, annahm. Von 1997 bis 2000 war Woodman Dozent an der East Stroudsburg University in der Poconos Region von Pennsylvania, wo er Sommerexkursionen nach Costa Rica und Nicaragua leitete.
Im Januar 2001 wurde Woodman Zoologe und Kurator für Säugetiere am USGS Patuxent Wildlife Research Center in der Biological Survey Unit der Smithsonian Institution in Washington, D.C. Seine Forschungsinteressen umfassen die Taxonomie, Systematik und Anatomie von Spitzmäusen. Er beschrieb mehrere neue Spitzmausarten aus der Gattung Cryptotis, darunter Cryptotis hondurensis, Cryptotis tamensis, Cryptotis colombiana sowie Fledermausarten aus den Gattungen Lonchophylla und Hsunycteris, darunter Hsunycteris pattoni, Lonchophylla cadenai und Hsunycteris cadenai. Bei einigen Beschreibungen war Robert M. Timm als Co-Beschreiber beteiligt.
Neben seiner Feldarbeit in Costa Rica und Peru unternahm er Expeditionen nach Ecuador, Guatemala, Mexiko, Myanmar und Syrien. Er bereiste mehrere Regionen in den Vereinigten Staaten, einschließlich Alaska. 
Woodman veröffentlichte unter anderen die Studien Paleoecology of Subarctic Faunal Assemblages from the Woodfordian Age (Pleistocene: Wisconsinan) Elkader Site, Northeastern Iowa aus dem Jahr 1996, Fossil Shrews from Honduras and Their Significance for Late Glacial Evolution in Body Size (Mammalia: Soricidae: Cryptotis) aus dem Jahr 2005 und The Overmyer Mastodon (Mammut americanum) from Fulton County, Indiana. aus dem Jahr 2008. Im Jahr 2018 war er Co-Autor über das Kapitel der Spitzmäuse im achten Band des Handbook of the Mammals of the World.

## Dedikationsnamen
1993 benannten Roger D. Price und Robert M. Timm die Tierlausart Gliricola woodmani nach Neal Woodman. 2023 wurde Cryptotis woodmani aus der Gattung der Kleinohrspitzmäuse (Cryptotis) zu Ehren von Neil Woodman benannt.